# Gonystylus pendulus
Espèce
Statut de conservation UICN

 CR  : 
En danger critique
Gonystylus pendulus est une espèce de plantes de la famille des Thymelaeaceae.

## Publication originale
- Kew Bulletin 5(1): 141–142. 1950. (19 May 1950)